# Kasteel Lent
Kasteel Lent was een kasteel ten zuiden van het Gelderse plaats Lent, die tegenwoordig onder de gemeente Nijmegen valt. 

## Geschiedenis
In de middeleeuwen bouwden de Heren van Lent, niet ver van de Waal een kasteel, dat toentertijd erg strategisch ten opzichte van Nijmegen lag. 
Onbekend is welk lot dit kasteel beschoren is geweest. Er bestaan meldingen van verval, nadat het geslacht Van Lent uitstierf, tot en met een brand. Volgens de archeologen hield de sloop van het kasteel verband met de aanleg van het nabijgelegen fort Knodsenburg. Het is ook mogelijk dat het kasteel eal erder gesloopt werd tijdens de oorlog tussen de Heeckerens en Bronckhorsten, gelijktijdig met de verwoestingen van het kasteel Doornik en het kasteel Appeltern.

## Restanten opgegraven
In 2012 troffen archeologen onverwachts de funderingen van een huis dat mogelijk de resten van kasteel Lent had kunnen zijn. De oudste bouwfase van de vondst wordt gedateerd als 13e-eeuws en bestond voornamelijk uit natuursteen. Latere bouwfasen van de vindplaats bestonden overwegend uit bakstenen. Het terrein was omringd met een gracht van zeventien meter breed en drie meter diep. In de publicatie van het archeologische onderzoek wordt aangetoond dat het hier gaat om de resten van het kasteel Lent (Archeologische Berichten Nijmegen - Rapport 62). Het kasteel was in zijn vroegste fase (11e eeuw) een tufstenen toren op een omgracht terrein. Vervolgens werd het een motteburcht (met voorburcht), om omstreeks 1300 in grootse stijl herbouwd te worden als een bakstenen zaalburcht met poorttoren. Dit kasteel raakte echter in de loop van de 15e eeuw in verval en werd uiteindelijk tijdens de slagen rondom de schans Knodsenburg ontmanteld en de grachten gedempt.